# Departamento de Almirante Brown
Departamento de Almirante Brown är en kommun i Argentina.   Den ligger i provinsen Chaco, i den norra delen av landet, 1 100 km norr om huvudstaden Buenos Aires. Antalet invånare är 28 096.
I omgivningarna runt Departamento de Almirante Brown växer i huvudsak lövfällande lövskog. Runt Departamento de Almirante Brown är det mycket glesbefolkat, med 2 invånare per kvadratkilometer.